# Cuda (album)
Cuda – drugi popowy album Magdy Steczkowskiej i zespołu Indigo, wyprodukowany przez Piotra Siejkę. Wydany 23 października 2009 roku przez Universal Music Polska.
Pierwszym singlem jest utwór Pewnie dlatego autorstwa Piotra Siejki i Ryszarda Kunce. Do piosenki został nakręcony teledysk. Drugim singlem jest utwór Cuda. Do piosenki został nakręcony teledysk. Trzecim singlem jest utwór Nie skoczył (kompozycja Piotra Siejki, tekst napisała Paulina Przybysz).

## Lista utworów
1. Cuda
2. Pewnie dlatego
3. Możesz mieć
4. Dobrze wiesz
5. Staram się
6. Nie skoczył
7. Drzwi
8. Nie przestanę...
9. Kłamstwa
10. Ballada macierzyńska
11. Właśnie teraz tu
12. Tam gdzie ty

## Twórcy
- Magda Steczkowska – wokal, chórki
- Piotr Siejka – instrumenty klawiszowe, programowanie, producent muzyczny
- Marcin Majerczyk – gitara
- Piotr Żaczek – gitara basowa
- Piotr Królik – perkusja
- Szymon Sieńko – realizacja nagrań